# Trididemnum marmoratum
Trididemnum marmoratum is een zakpijpensoort uit de familie van de Didemnidae. De wetenschappelijke naam van de soort is voor het eerst geldig gepubliceerd in 1909 door Sluiter.